# From the Bottom of the Sea
From the Bottom of the Sea è un cortometraggio muto del 1911. Il nome del regista non viene riportato nei titoli. Sembra che le filmografie che riportano il nome di Mary Pickford tra gli attori, siano in errore.

## Produzione
Il film fu prodotto dall'Independent Moving Pictures Co. of America (IMP).

## Distribuzione
Il film - un cortometraggio in una bobina - uscì nelle sale statunitensi il 20 novembre 1911, distribuito dalla Motion Picture Distributors and Sales Company. Nel 1914, l'Universal Film Manufacturing Company ne fece una riedizione che uscì il 28 dicembre con il titolo The Submarine Spy.
Il film è andato presumibilmente perduto.